# 극한평행

주어진 점P를 지나는 평행선중 두개는 R의 극한평행선이다. 두 극한평행선의 평행각(Angle of parallelism)은 세타이다.

극한평행(極限平行, Limiting parallelism)은 쌍곡기하학에서 존재하는 무한한 평행선 가운데 하나를 일컫는 말이다. 쌍곡기하학에서 직선 l위에 없는 점 P에 대해, P를 지나면서 l과 교차하지 않는 평행선은 무한히 많이 존재한다. 그러나 그 중에서 l의 한쪽 끝에서 거리가 0으로 접근하는 평행선은 각각의 방향에 대해 하나씩 존재하는데, 이러한 관계를 극한평행이라고 하고 극한평행인 평행선을 극한평행선이라고 한다.

## 같이 보기
- 평행각